# Luis Fernando Sepúlveda
Luis Fernando Sepúlveda Villar (* 8. April 1974 in Curicó) ist ein chilenischer Bahn- und Straßenradrennfahrer.
Luis Fernando Sepúlveda gewann 1999 die Gesamtwertung der Vuelta Ciclista de Chile. Im nächsten Jahr konnte er seinen Erfolg wiederholen. In den Jahren 2001, 2002 und 2004 war er jeweils auf einem Teilstück der Vuelta de Chile erfolgreich. Bei den Panamerikameisterschaften 2005 in Mar del Plata gewann Sepúlveda auf der Bahn die Goldmedaille in der Mannschaftsverfolgung und gemeinsam mit  Enzo-Bruno Cesario Silber im Madison. 2007 gewann er mit Gonzalo Miranda erneut Silber im Madison bei den Panamerikameisterschaften.

## Erfolge – Straße
1999
- Gesamtwertung Vuelta Ciclista de Chile

2000
- Gesamtwertung Vuelta Ciclista de Chile
- Chilenischer Meister – Einzelzeitfahren

2001
- eine Etappe Vuelta Ciclista de Chile

2002
- eine Etappe Vuelta Ciclista de Chile

2004
- eine Etappe Vuelta Ciclista de Chile

2008
- eine Etappe Vuelta a Bolivia
- eine Etappe Vuelta a Ecuador

2009
- eine Etappe Vuelta a la Independencia Nacional
- eine Etappe Volta Ciclistica Internacional do Paraná

2010
- Chilenischer Meister – Straßenrennen
- eine Etappe Vuelta a Bolivia

2012
- eine Etappe Vuelta a Bolivia

## Erfolge – Bahn
2005
- Panamerikameister – Mannschaftsverfolgung (mit Marco Arriagada, Enzo Cesareo und Gonzalo Miranda)

2012
- Panamerikameister – Mannschaftsverfolgung (mit Antonio Cabrera, Gonzalo Miranda und Pablo Seisdedos)

## Teams
- 2011 Providencia-OGM
- 2012 Clos de Pirque-Trek
- 2013 Clos de Pirque-Trek
- 2014 Clos de Pirque-Trek